# Latgalci
Latgalci (latinsko Lethi, Letthigalli, spodnjenemško Lethi, latvijsko  latgaļi, letgaļi, leti) so bili starodavno baltsko pleme.
Govorili so verjetno latvijsko, jezik, ki je med severnimi križarskimi vojnami zaradi njihovega zavezništva s križarji verjetno postal lingua franca v današnji Latviji. Latgalci so se pozneje asimilirali v sosednja plemena in tvorijo jedro sodobnih Latvijcev.

## Zgodovina
Latgalci so bili vzhodnobaltsko pleme, o čigar poreklu ni nič znanega. V 5. in 6. stoletju so živeli v vzhodnem delu Vidzemeja zahodno od reke Aiviekste, kasneje pa na skoraj celotnem ozemlju te regije. V pisnih virih se omenjajo od 11. stoletja. V prvih dveh desetletjih 13. stoletja so se zahodni Latgalci povezali z nemškimi, predvsem saškimi križarji. Njihove dežele so bile vključene v Livonijo kot vazalne države.
V 11. stoletju se je začelo iz Polocka in Pskova v latgalske dežele širiti pravoslavje. V 12. stoletju so latgalske dežele in njihovi vladarji plačevali davek vojvodam iz Polocka.  Med livonsko križarsko vojno v 13. stoletju so latgalski starešine prešli iz pravoslavje v rimskokatoliško vero in postali vazali Livonskega reda.
Zaradi križarske vojne so številne regije Semigalije in Kurlandije postale prazne. Del Latgalcev se je zato tako med vojno kot o njej preselil v te regije. Med 13. in 16. stoletjem so se postopoma asimilirali v druga baltska plemena: Sele, Semigalce in Kurone. Vsi ti tvorijo jedro današnjih Latvijcev.

## Arheologija
Prva obsežna izkopavanja so potekala v letih 1880-1891 na pokopališču Ludza Odukalns v Latgaliji. Od takrat je bilo na ozemlju zahodih in vzhodnih Latgalcev izkopanih približno 80 žarnih grobišč z več kot dva tisoč odkritimi pokopi. 
Arheološka izkopavanja so bila izvedena tudi na gradiščih Ķente, Koknese, Sārumkalns, Tanīskalns in drugod. Naselje pri jezeru Āraiši iz 9. stoletja je bilo rekonstruirano. 
V 6. in 7. stoletju so se začele pojavljati grobne gomile, v 9. in 10. stoletju pa je opazen prehod z žarnih grobišč h grobnim gomilam.
Med odkrita stanovanjska naselja spadajo gradišča in naselja ob jezerih. Med gradišči je najbolj raziskano gradišče Jersika, izkopavano leta 1939 in od 1990 dalje, ki skupaj z gradiščem Dignāja na nasprotnem bregu reke Zahodne Dvine tvori kompleks. Jersika je bila naseljena od 10. do 14. stoletja, verjetno po zatonu Dignāje, ki je bila naseljena od 6. stoletja.
Predniki tako imenovanih vzhodnih Latgalcev so se na ozemlje današnje Latgalije preselili morda med 7. in 11. stoletjem, ko so jih s prejšnjega naselitvenega ozemlja izrinili Slovani. Nekateri arheologi so prepričani, da so vzhodni Latgalci potomci starodavnih vzhodnobaltskih prebivalcev Latvije, ki so živeli v osrednji in vzhodni Latviji v "rimski" železni dobi (1. do 4. stoletje).

## Sklica
1. ↑  Humanities and Social Sciences: Latvia (v angleščini). University of Latvia. 2006. str. 24.
2. ↑  Plakans, Andrejs (24. februar 2011). A Concise History of the Baltic States (v angleščini). Cambridge University Press. str. 32. ISBN 9780521833721.